# Кромской Мост
Кромско́й Мост — деревня в Кромском районе Орловской области России. Входит в состав Большеколчевского сельского поселения.

## География
Деревня находится на расстоянии на берегу реки Крома, на юго-западной границе посёлка городского типа Кромы, административного центра области, и 40 км к юго-западу от города Орёл, административного центра области.

### Часовой пояс
Деревня Кромской Мост, как и вся Орловская область, находится в часовой зоне МСК (московское время). Смещение применяемого времени относительно UTC составляет +3:00.

## Население
| 2002 | 2010 |
| ---- | ---- |
| 310  | ↘293 |

### Национальный состав
Согласно результатам переписи 2002 года, в национальной структуре населения русские составляли 100 % из 310 чел.